# GLtron

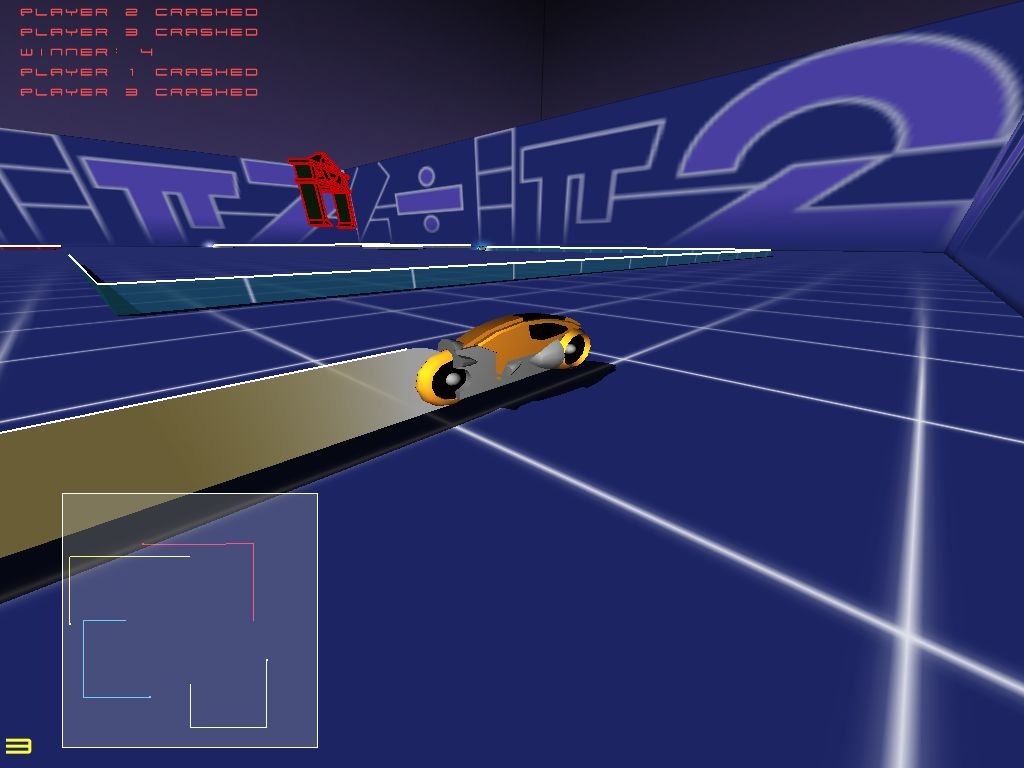
Captura de pantalla de GLtron, una versión de software libre.

GLtron es un videojuego de código abierto en modo 3D, basado en la escena de motocicletas de luz de la película de ciencia ficción Tron. Fue lanzado bajo la Licencia Pública General (GPL) y se encuentra disponible para las  plataformas Mac OS X, Mac OS 9, Windows y GNU/Linux. La naturaleza de contenido libre del proyecto, invita a colaborar en él de forma altruista. La primera versión se escribió en junio de 1998, a modo de ejercicio práctico en la programación de gráficos por computador, su autor, lo publicó en The Linux Game Tome un año después. Debido a sus gráficos en 3D, es necesario contar con una implementación openGL para su funcionamiento.

## Jugabilidad
El objetivo del juego consiste en conducir una motocicleta sin chocar ni con otros jugadores, ni con su haz de luz,  ni con las paredes, hasta que los otros jugadores hayan desaparecido, para así ganar la partida. Las motocicletas pueden acelerarse mediante un turbo limitado, aunque es posible configurar el juego para que exista mayor aceleración cuando se conduce junto a cualquier pared o haz de luz de otra moto. Contiene varios estilos de juego, incluyendo desde el modo Booster (reinyeccionador) hasta el modo Wall accel (aceleración de paredes). El modo Booster usa un botón extra para acelerar además de los botones de dirección estándar, mientras que el modo Wall ride aumenta la velocidad conduciendo junto a las paredes.
En la configuración es posible elegir varios tamaños de zona de juego, desde tiny (pequeña) (la cual es la mejor para dos jugadores a velocidad normal o gente que desee practicar sus reflejos con 3 bots por CPU con la dificultad de velocidad crazy) hasta el tamaño vast (amplia).
El juego se juega usando el teclado para controlar el vehículo y el ratón para controlar la posición de la cámara, los jugadores pueden usar la parrilla geométrica para desbancar a otros jugadores.